# Lorenzo Martínez Fuset
Pour les articles homonymes, voir Fuset.
Lorenzo Martínez Fuset (Úbeda ou Baeza, 1899 - Madrid, 1961) était un juriste et militaire espagnol. 
Au terme de ses études de droit, il avait trouvé à s’employer dans le Corps juridique de l’armée et occupait un poste dans les Canaries au moment où le général Franco vint début mars 1936 y exercer comme commandant militaire. Partie prenante de la conspiration contre la République, il apporta son concours à Franco pour son projet de voyage en avion vers le Maroc (en vue du coup d’État du 18 juillet 1936) et aida à consolider la rébellion dans les Canaries. 
Homme de confiance de Franco, il fut nommé chef de l’Auditorat juridique de l’État franquiste en gestation, et joua à ce titre un rôle central dans la féroce répression pendant et immédiatement après la Guerre civile. Dans l’après-guerre mondiale, relégué à l’arrière-plan, Martínez Fuset se fixa à demeure dans l’île de Tenerife comme avocat et notaire.

## Biographie

### Formation et jeunes années
Lorenzo Martínez Fuset vint au monde en 1899 à Úbeda ou, en fonction des auteurs, à Baeza (villes toutes deux situées dans la province de Jaén et distantes l’une de l’autre de seulement 9 km à vol d’oiseau) ; en tout état de cause, c’est à Baeza qu’il passa toute son enfance, avant d’entreprendre des études de droit à Grenade. Dans sa jeunesse, il se lia d’amitié avec le poète Federico García Lorca, de qui il était un fervent admirateur et avec qui il allait par la suite entretenir une longue relation épistolaire. De cette amitié fait foi la dédicace placée par Lorca en tête du chapitre « Albayzin » de son premier recueil de poésies Impresiones y paisajes, et qui s’énonce comme suit : Lorenzo Martínez Fuset, gran amigo y compañero (« Lorenzo Martínez Fuset, grand ami et compagnon »).
En 1920, Martínez Fuset entra sur concours dans le Corps juridique militaire (Cuerpo Jurídico Militar), et eut sa première affectation à Melilla, dans le Maroc espagnol, avant de se voir offrir un poste à Barcelone. Quelques années plus tard, il fut destiné aux Canaries, où il contracta mariage avec une jeune fille issue d’une famille en vue de l’archipel, et où il advint qu’il s’y trouvait au même moment que le général Francisco Franco, lequel avait été nommé au printemps 1936 commandant militaire des îles Canaries. Les deux hommes ne tardèrent pas à sympathiser, Martínez Fuset devenant bientôt l’un des hommes de confiance de Franco.

### Coup d’État de juillet 1936
À la veille de l’insurrection militaire du 18 juillet 1936, avant de s'envoler pour le Maroc afin d’y prendre le commandement de l’Armée d’Afrique, Franco chargea le lieutenant-colonel Martínez Fuset, qui était comme lui impliqué dans la conspiration contre la République, de prendre soin, pendant les premières semaines de la Guerre civile, de son épouse et de sa fille,, lesquelles furent embarquées incognito, sous escorte de Martínez Fuset, sur le patrouilleur Uad Arcilla. Martínez Fuset se vit aussi confier la rédaction du manifeste dans lequel les insurgés s’évertuaient à justifier leur rébellion et dont il fut donné lecture le 18 juillet 1936 sur Radio Las Palmas.

### Guerre civile et rôle dans la répression franquiste
À son retour dans la Péninsule, Martínez Fuset fut choisi fin août 1936, avec José Antonio de Sangróniz, pour constituer une façon de cabinet des Affaires étrangères pour le compte de Franco, après que celui-ci eut conquis l’Andalousie et l’Estrémadure et installé son quartier-général à Cáceres. Fin septembre 1936, quand il s’agit de nommer un chef de l’État pour la zone nationaliste, Martínez Fuset fut avec Sangróniz, Millán-Astray et Nicolás Franco, frère aîné de Francisco Franco, parmi ceux qui exhortèrent ce dernier à présenter sa candidature. Le discours radiophonique que Franco prononça après qu’il eut été désigné chef de l’État par décision collégiale des chefs militaires rebelles, avait été composé par Nicolás Franco et par Martínez Fuset, et abrégé et simplifié par Franco. À Salamanque, où Franco avait pris ses quartiers début octobre 1936, Martínez Fuset fut appelé à diriger l’Auditorat juridique, et faisait dès lors figure d’homme de main du Caudillo, avec pour mission d’éliminer tout ce qui était susceptible de nuire à l’ordre franquiste — francs-maçons, libéraux, anarchistes, républicains, socialistes et communistes — et obtint de la sorte des ralliements nombreux à la Phalange et des enrôlements dans les forces nationalistes. D'autre part, plusieurs auteurs ont mis en lumière le rôle de premier plan que Martínez Fuset eut à jouer dans la répression qui sévit dans la zone insurgée. L’historien Hugh Thomas en particulier a signalé que Martínez Fuset fit peu, de sa position comme chef du Corps juridique militaire, pour atténuer le climat répressif qui s’abattit sur les républicains à l’issue de la Guerre civile, se montrant au contraire d’une rigueur extrême. Dans le même temps, il clamait, et avec lui la propagande des vainqueurs de la Guerre civile, que « seuls furent fusillés ceux qui avaient commis des crimes qui eussent été, devant la justice ordinaire, punis également de la peine de mort », et lâcha, à propos de la répression, le commentaire suivant :

« Nous, nous n’assassinons pas. Nous déférons nos ennemis, les responsables présumés, devant les tribunaux et conseils de guerre. Là, des juges impartiaux, autonomes dans leur fonction, prononcent leurs verdicts, que nous nous bornons à exécuter. »

De par sa position, c’est à Martínez Fuset qu’il incombait d’examiner et de réviser les sentences de mort qui parvenaient au quartier-général de Franco avant que celui-ci ne leur donne son aval. Pour la même raison, c’est lui aussi qui pour une large part était appelé à apporter directement à Franco les sentences de mort pour qu’il y appose sa signature. Il accomplit cette tâche pendant les pires années de la répression franquiste, et ce jusqu’en 1941, date à laquelle il fut relevé de ses fonctions par le chef de l’Assessorat du ministère de l’Armée, Cirilo Genovés Amorós.

### Après-guerre civile
Certains historiens ont mis en évidence la part qu’eut Martínez Fuset dans le processus d’institutionnalisation de la dictature franquiste. Il fut de ceux qui ne cessèrent de mettre Franco en garde contre les pratiques frauduleuses, la corruption, les malversations, les détournements de fonds publics, les enrichissements personnels dans l’exercice du pouvoir et l’attribution subséquente de hauts postes dans les conseils d’administration de grandes entreprises, le trafic d'influence, etc., dont se rendaient coupables les dignitaires du régime, et plus particulièrement les intimes du Caudillo,,, révélations auxquelles ce dernier se refusait cependant de prêter attention, à la grande frustration de Martínez Fuset et aussi de Muñoz Grandes.
Après la guerre mondiale, Martínez Fuset ne se verra plus offrir aucun poste de quelque importance au sein du régime, et s’en retourna aux Canaries en 1945, pour y exercer comme notaire à Tenerife, fonction pour laquelle il avait été nommé en 1937, en pleine Guerre civile, et aussi pour y devenir un illustre avocat. Il reçut vers la fin de 1950 la visite de Franco et de son épouse, au retour de leur périple en bateau au Sahara occidental. Martínez Fuset était propriétaire de la fameuse Casa Fuset (es) à Tenerife et demeura dans l’archipel jusqu’à sa mort en 1961.